# J.S. Knudsen
Jacob Sepstrup Knudsen (født 14. november 1817 på Moutrupgård på Mors, død 16. april 1869) var en dansk proprietær, kammerråd og politiker. Knudsen blev i 1836 forvalter på hovedgården Blidstrup. I 1842 forpagtede han Moutrup af sin far, proprietær Johan Christian Knudsen, og blev gårdens ejer i 1847. Knudsen var sognefoged i Blidstrup Sogn 1849-1850. Han var medlem af Folketinget valgt i Thisted Amts 4. valgkreds (Nykøbing Mors-kredsen) 1849-maj 1853 og i Viborg Amts 1. valgkreds (Skivekredsen) 1858-1861. Han stillede op uden at blive valgt til Den Grundlovgivende Rigsforsamling i Nykøbing i 1848, og i 1865 til Rigsrådets Folketing. Knudsen blev kammerråd i 1865.

## Familie
Jacob Knudsen var bror til proprietær og folketingsmand Poul Knudsen. Jacob Knudsen giftede sig i 1857 med Ane Kirstine Marie Riis (1828-1858), datter af C. Riis som ejede af Blidstrup. Efter Ane Kirstines død giftede han sig med søsteren Ane Jensine Riis 1827-1892. De blev forældre til godsejer og folketingsmand Johan Knudsen og dramaturg og teaterdirektør C. Riis-Knudsen. Ane Jensine giftede sig efter Jacob Knudsens død med hans bror Poul Knudsen som adopterede børnene.